# NGC 347
NGC 347 é uma galáxia espiral (S) localizada na direcção da constelação de Cetus. Possui uma declinação de -06° 44' 01" e uma ascensão recta de 1 horas, 01 minutos e 35,1 segundos.
A galáxia NGC 347 foi descoberta em 27 de Setembro de 1864 por Albert Marth.